# TVR

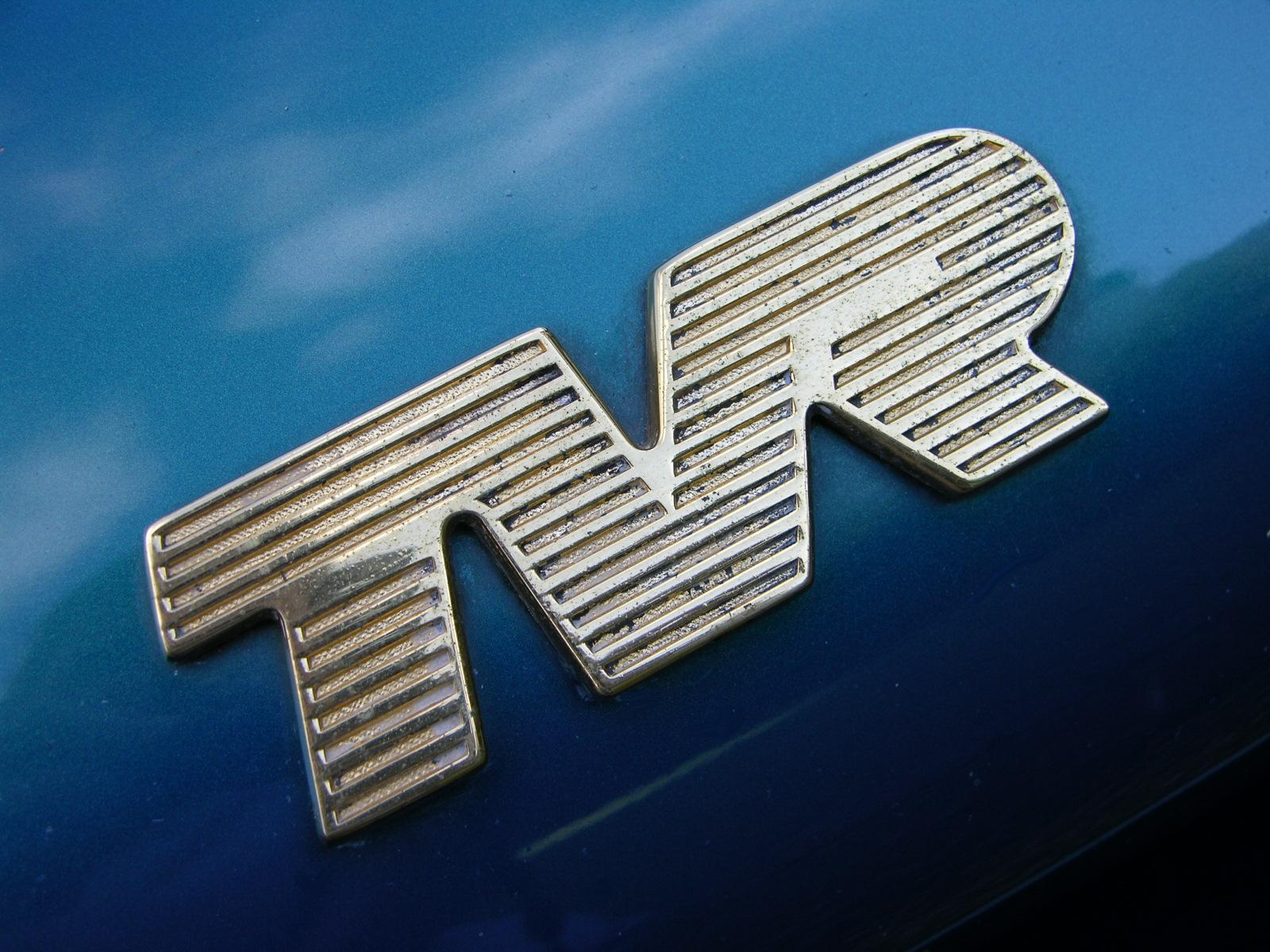
Логотип TVR

TVR — незалежна британська автомобілебудівна компанія, яка до 2006 року базувалась в місті Блекпул, Ланкашир, а з 2013 року — в місті Гілдфорд, Суррей. Компанія виробляє легкі спортивні автомобілі. Заснована в 1947 році англійським інженером Тревором Вілкінсоном (Trevor Wilkinson).

## Історія компанії
Історію компанії можна розділити на чотири епохи, засновані на власності:
- 1947—1965, засновник Тревор Вілкінсон, який залишив в 1962 році
- 1965—1981, Мартін Ліллі
- 1981—2004, Пітер Вілер
- 2004—2013, Микола Смоленський
- 2013— по сьогодні, Лес Едгар

### Період Тревора Вілкінсона

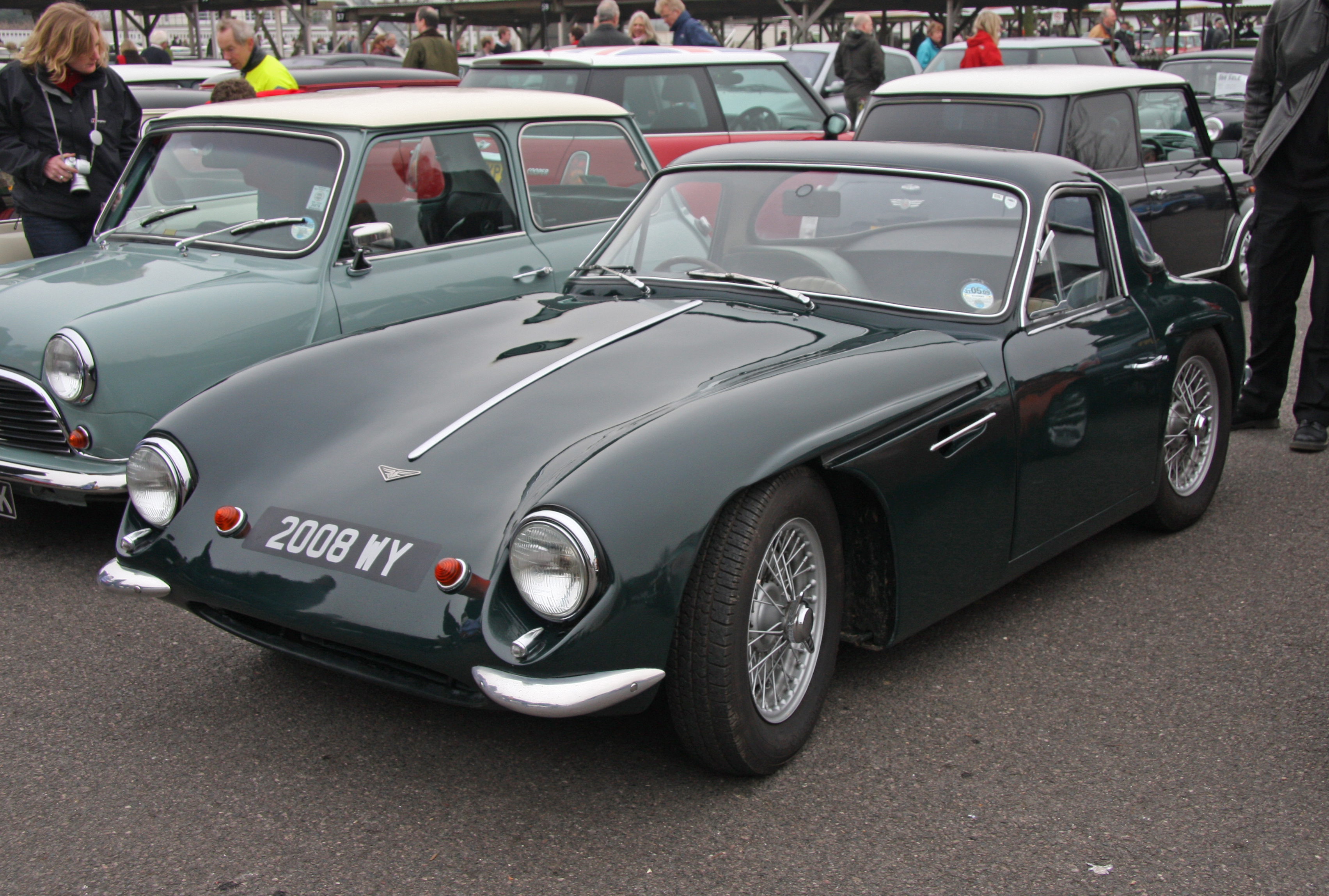
TVR Grantura

Тревор Вілкінсон (14 травня 1923 — 6 червня 2008 року) народився в Блекпулі й залишив школу в 14 років, щоб почати інженерні навчання в місцевому гаражі. В 1946 році він купив бізнес в Блекпулі, перейменувавши його в Trevcar Motors в 1947 році, з ціллю продажу й ремонту автомобілів і виробництва легкових автомобілів. В 1947 була представлена перша модель компанії. Це була машина з легкого сплаву на основі шасі Alvis Firebird.
В 1949 році компанія була перейменована в TVR Engineering. Назва компанії походить від імені засновника — TreVoR — TVR.

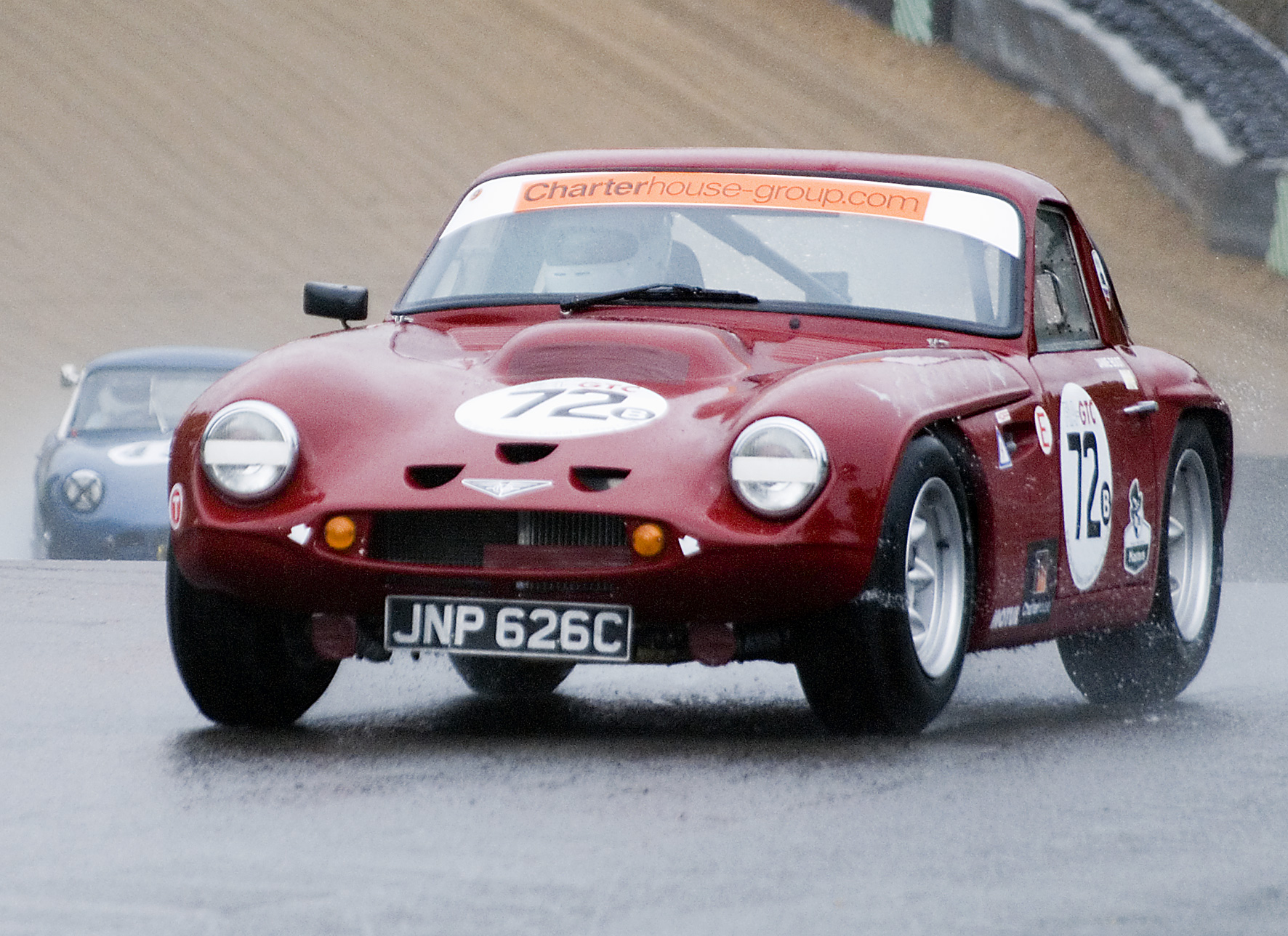
TVR Griffith 200

До 1956 року TVR вже продавались в США, а в 1958 році почалось виробництво моделі Grantura. До середини 60-х років було виготовлено близько 100 автомобілів Grantura. В 1962 році компанія TVR Engineering взяла участь в перегонах Ле Ману, представивши спортивні боліди Grantura. В 1963 році з’являється модель Griffith, названа в честь Джека Гріффіта — американського автомобільного дилера.

### Період Мартіна Ліллі

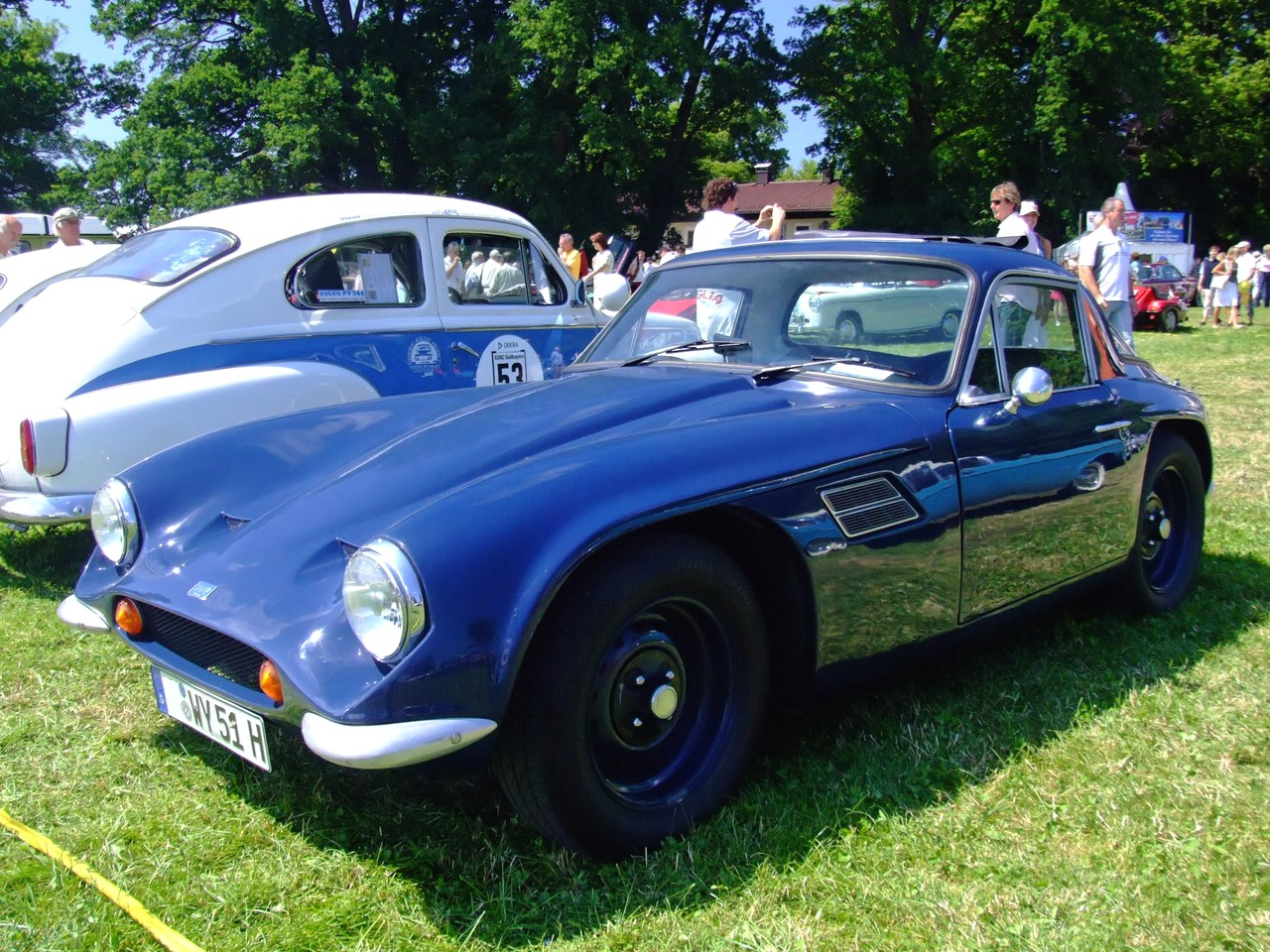
TVR Vixen

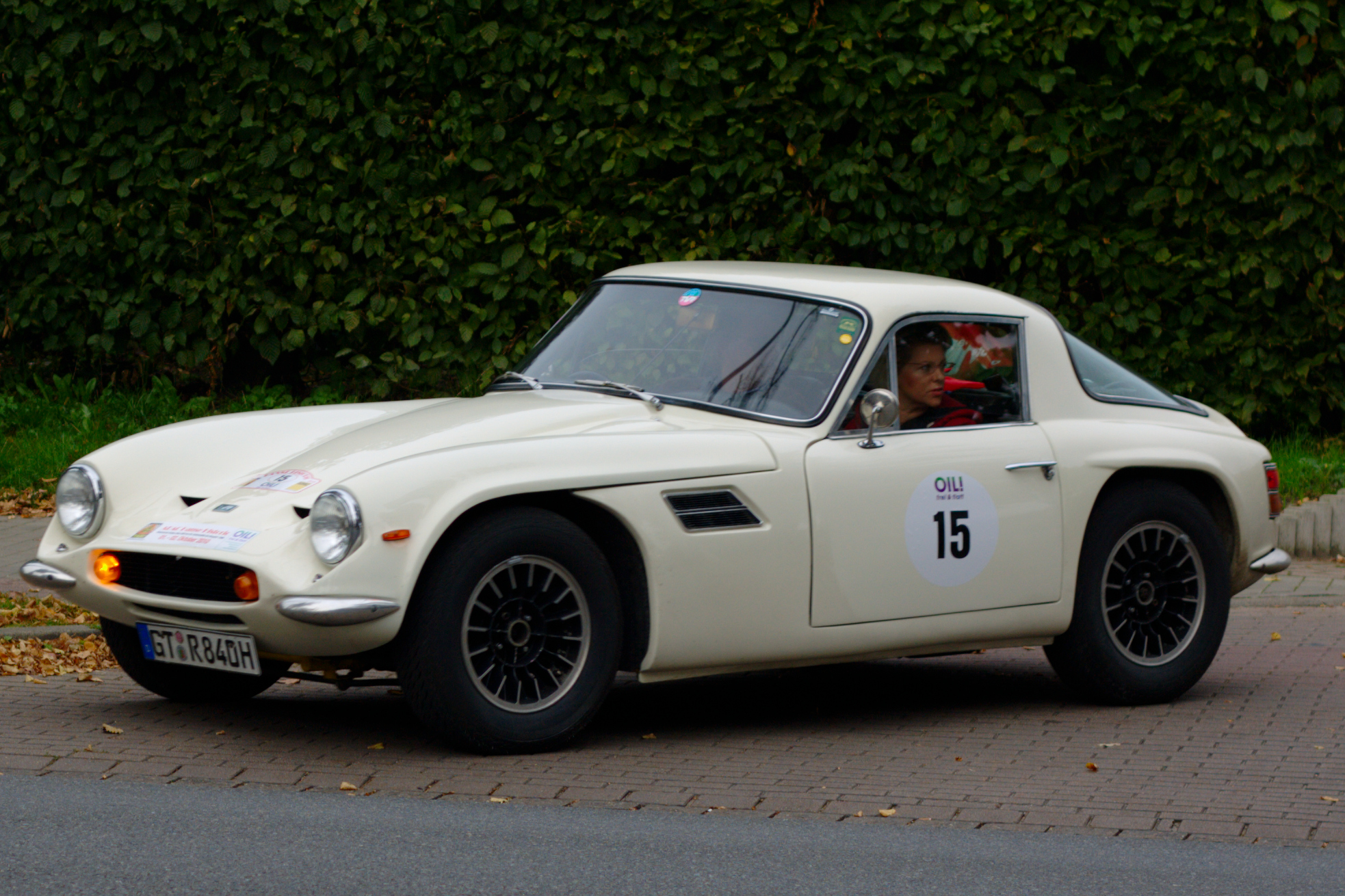
TVR Tuscan V8

В 1965 році компанія переживала важкі часи, причому фінансові проблеми ледь не призвели до банкрутства фірми. Змінилось керівництво TVR: Артур Ліллі став основним акціонером TVR, а його син Мартін — дилером. Після зміни керівництва, в компанії почався ріст збуту. Моделі Grantura і Griffith були зняті з виробництва, в той час як на конвеєр вийшли Vixen і Tuscan V8. Модель Vixen за своєю сутністю була модернізованою Grantura, з поперечно розміщеним двигуном від Ford Cortina GT об'ємом 1599 см³. В 1970 році компанія організувала виробництво в місті Бристоль.

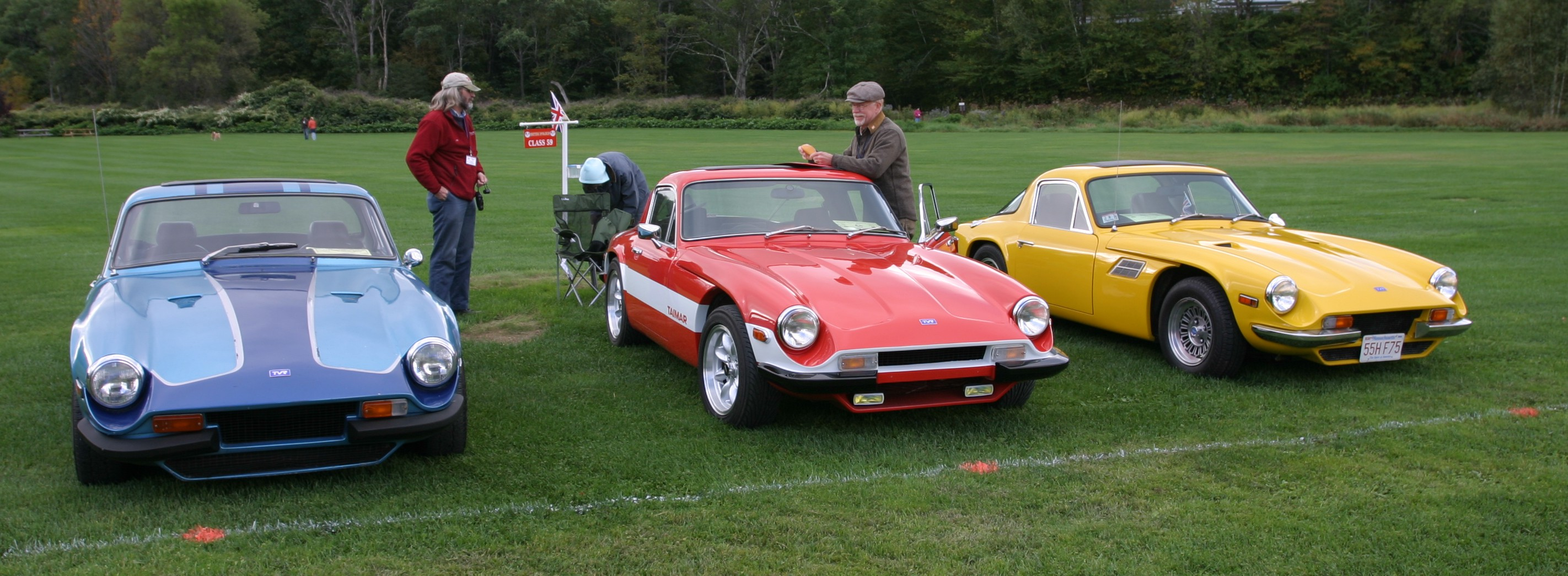
TVR M

В 1972 році була анонсована серія «M», яка стала візитною карткою TVR в 70-і роки. Вже в 1973 році об'єм виробництва виріс до 10 автомобілів в тиждень. Автомобілі серії «M» випускались в модифікаціях купе, хетчбек (Taimar), кабріолет (3000S). В 1979 році модель 1600M виграла серію AV-BRSCC Prodsports, а модель 3000M виграла всі перегони BRDC Prodsports, в результаті ставши чемпіоном серії в 1980 році.

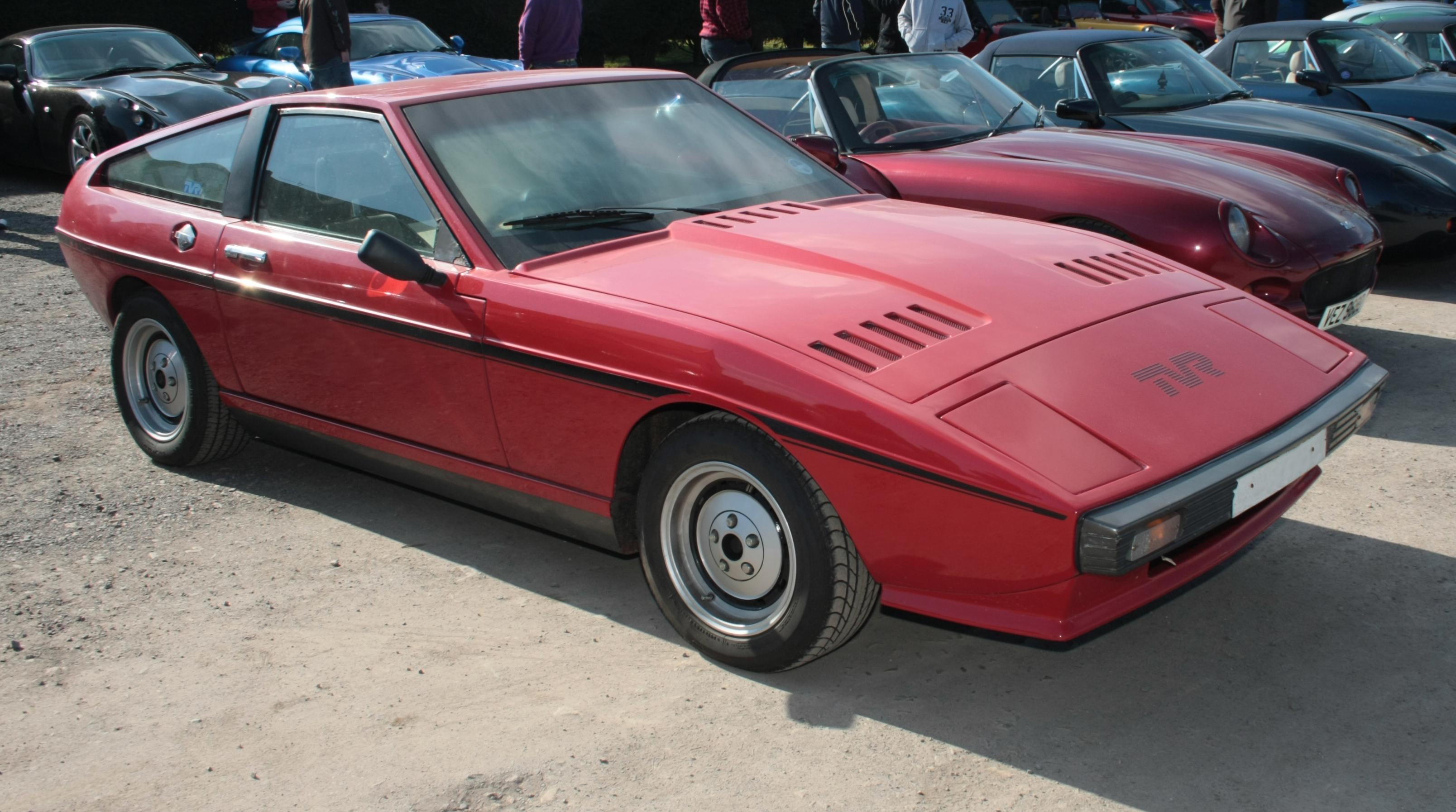
TVR Tasmin

В 1980 році була розроблена модель Tasmin, названа так по імені подруги Мартіна Ліллі, з новим шасі, кузовом і німецьким двигуном Ford Cologne V6 об'ємом 2792 см³ і потужністю 160 к. с. Стиль кузова машини був розроблений Олівером Вінтерботтомом, який створив також Lotus Elite і Lotus Eclat. Були представлені варіанти купе, кабріолет і купе посадкової формули «2+2». Моделі Tasmin з двигунами V6 і V8 також успішно брали участь в перегонах. Однак попит на цю модель виявився нижчим очікуваного, і назрівав новий спад в TVR.

### Ера Пітера Уілера

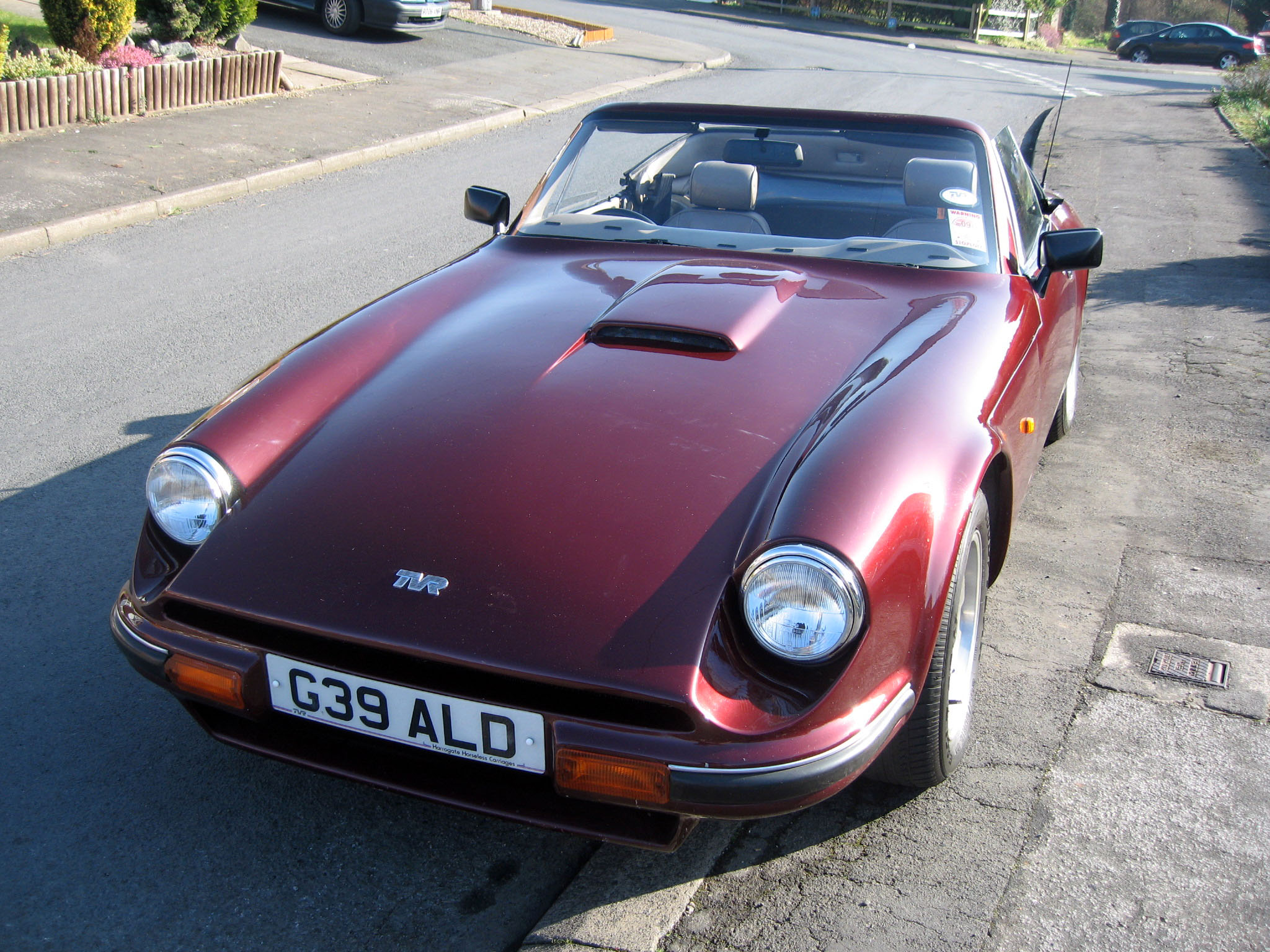
TVR S

З 1982 року TVR перейшла до нового власника — Пітера Уілера, колишньому інженеру-хіміку. Через рік публіці була представлена нова модель TVR 350i з двигуном Rover V8, який розвивав потужність 190 к. с. Аналогічна модель з двигуном 2,8 л отримала найменування TVR 280i.

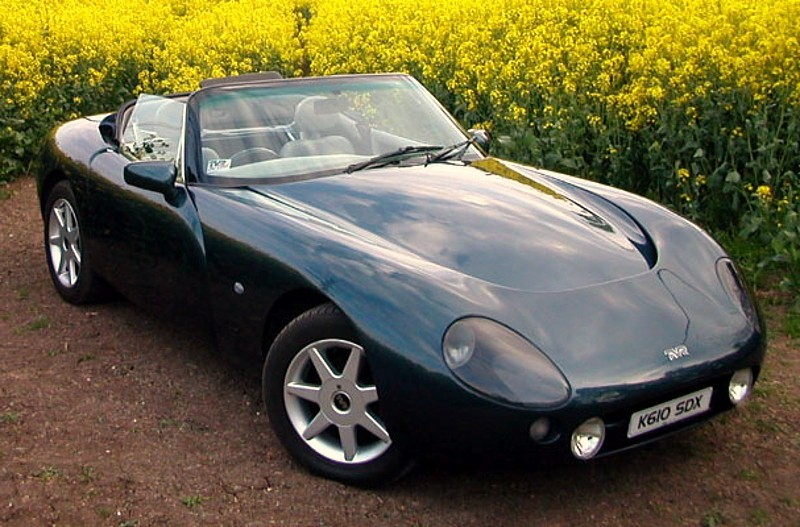
TVR Griffith

При ньому компанія відмовилась від турбо-двигунів малого об'єму сторонніх виробників і початку виробництва своїх. Однак справжній тріумф TVR отримав з відродженням моделі Griffith. В 1990 році в Бірмінгемі вперше був представлений задньопривідний автомобіль з двигуном Rover — TVR Griffith 500, який розвивав максимальну швидкість 269 км/год. Перші машини були продані замовникам на початку 1992 року й завоювали велику популярність. В 1993 році з’являється версія Griffith 500.

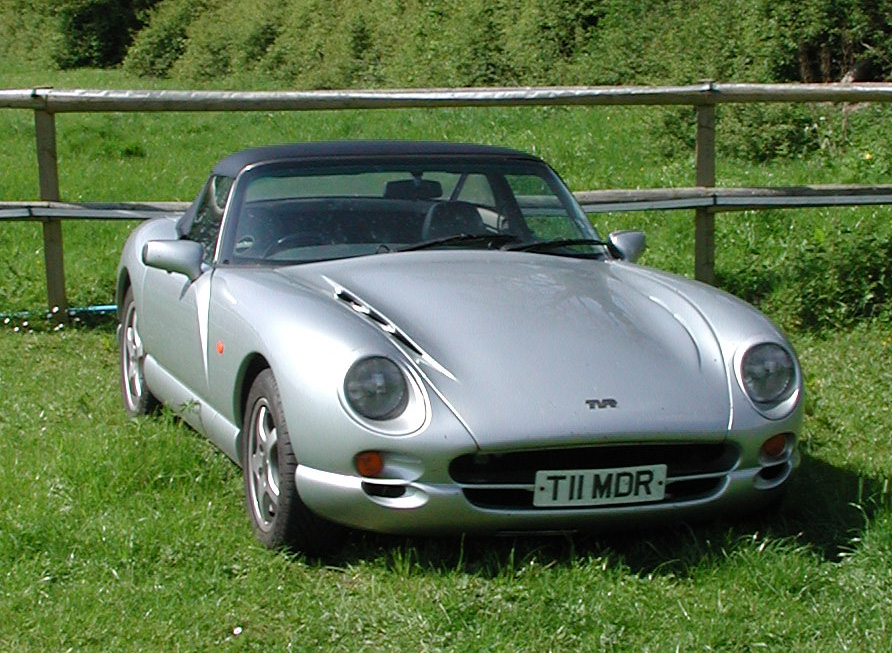
TVR Chimaera

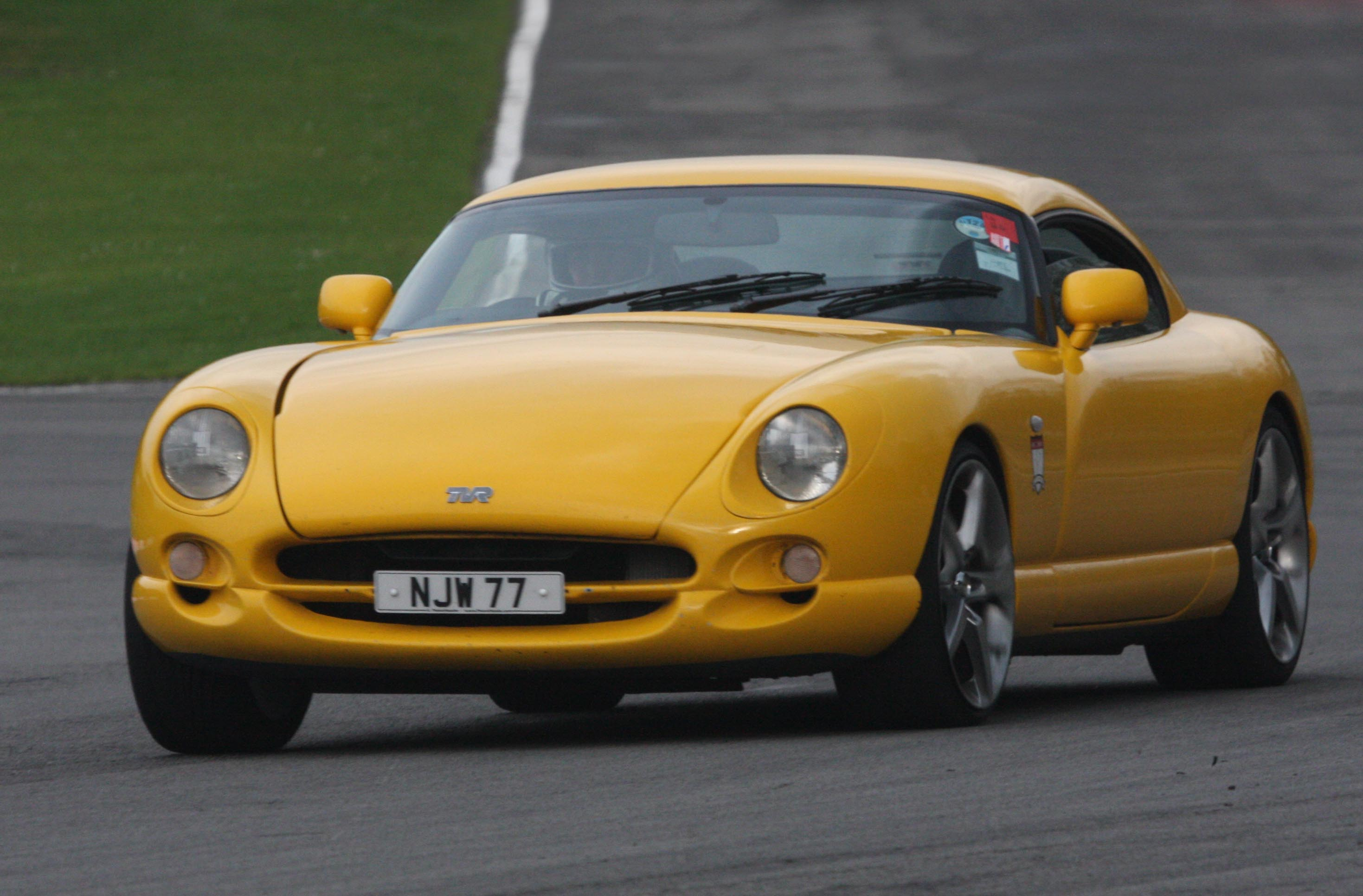
TVR Cerbera

Потім були випущені моделі Chimaera і Cerbera, які ще більше зміцнили статус TVR як найпопулярнішого британського незалежного виробника автомобілів.
Модель TVR Tuscan стала наступною ланкою в розвитку компанії. Маючи потужність 450 к. с. за ваги всього 800 кг, ця модель домінувала в гонках аж до 1996 року й завоювала визнання у всьому світі.

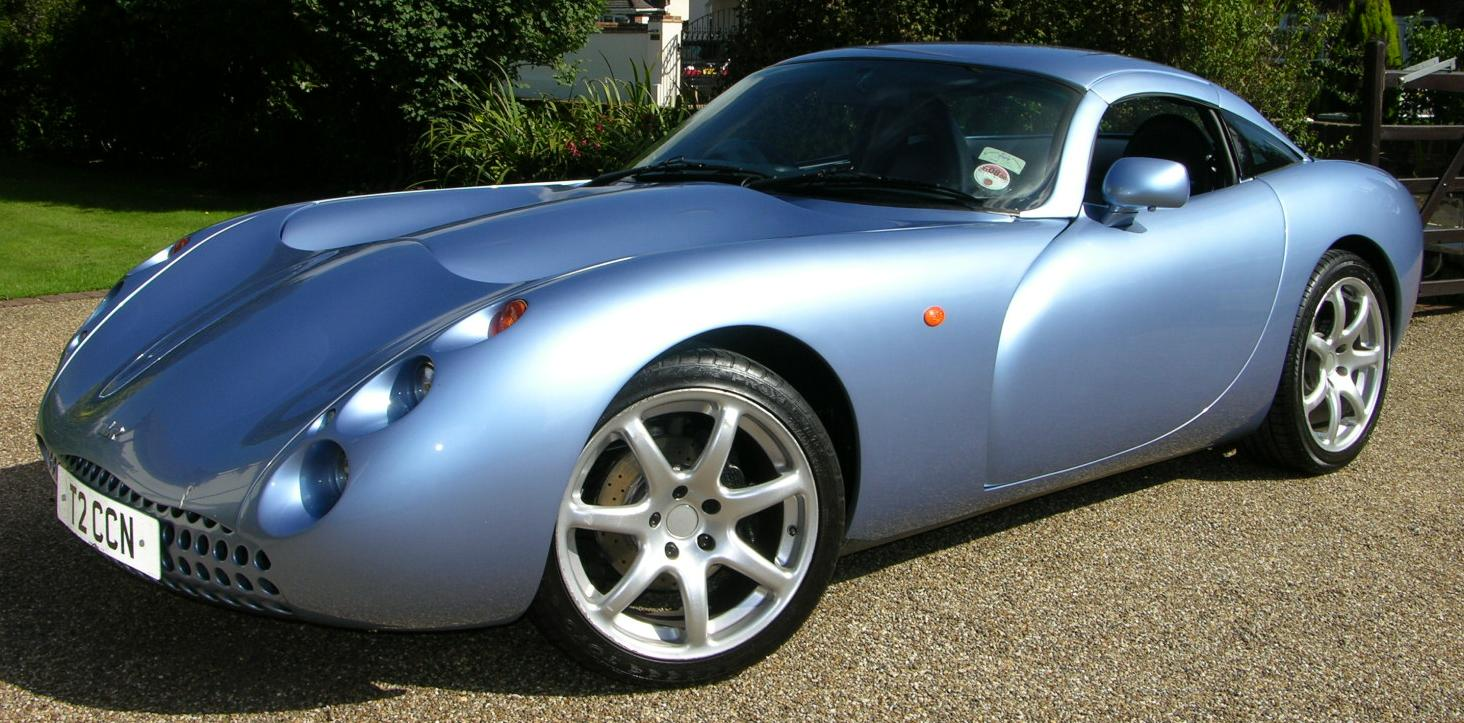
TVR Tuscan

В 90-х роках був створений Project 7/12 на основі моделі Cerbera з 12-ма циліндрами для участі в найпрестижніших перегонах серії FIA Global GT Challenge. Ця модель отримала назву TVR Cerbera Speed 12.

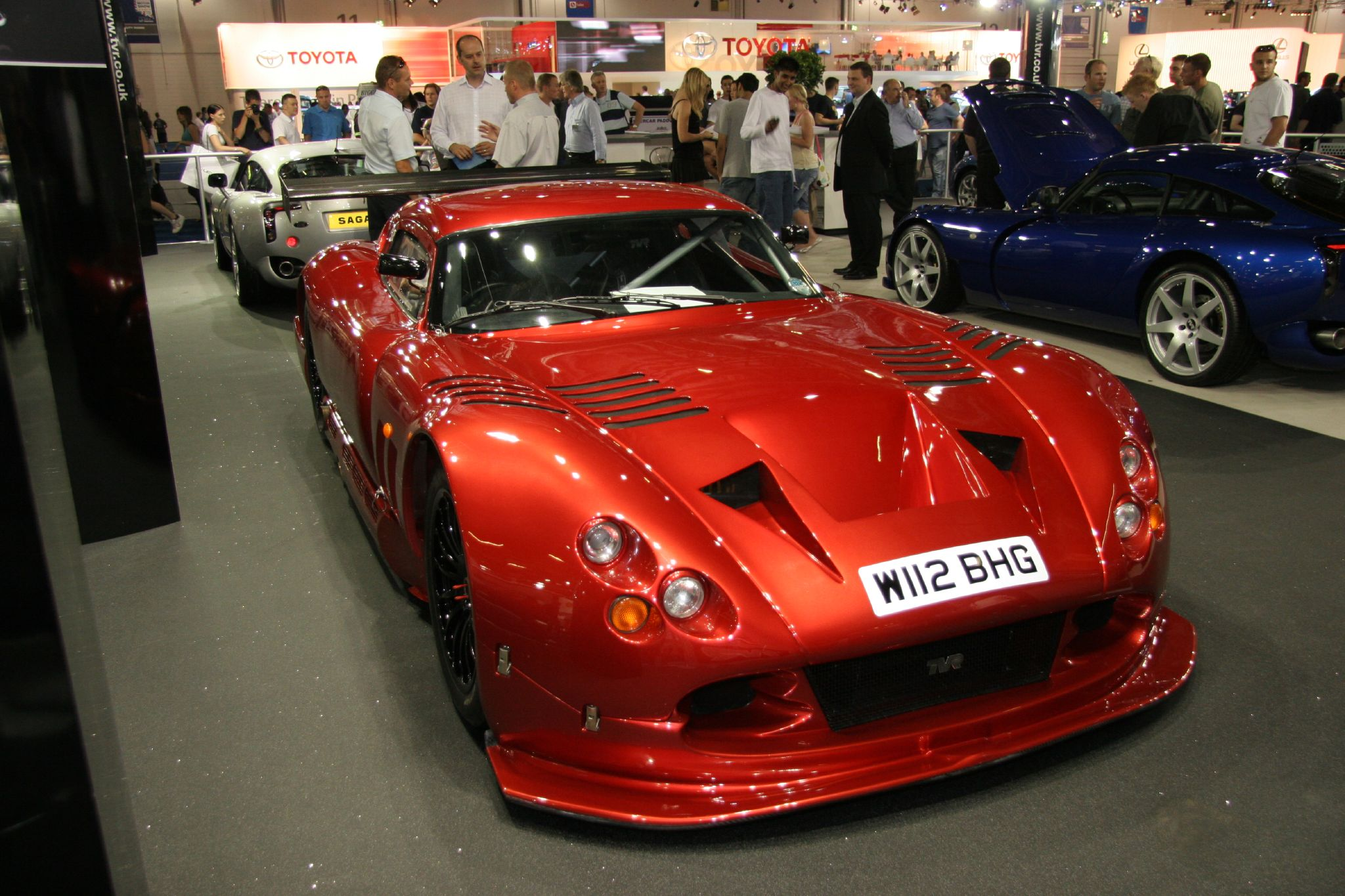
TVR Cerbera Speed 12

На британському автосалоні 2002 року в Бірмінгемі, англійська компанія TVR представила нову модель свого спорткару T350C, який мав вражаючі характеристики для даного класу спорткарів: 3,6-літровий двигун цієї машини розвиває 350 к. с. за повної маси трохи більше 1000 кг. За 4,4 секунди TVR T350С розганяється до 100 км/год., а його максимальна швидкість рівна 290 км/год.
В 2003 році збитки компанії склали 1 млн. 488 тис. євро (997.000 фунтів), в 2004 — 16 млн. 418 тис. (11 млн. фунтів). Річний оборот знизився на 22% до 24 млн. 900 тис. (16,7 млн. фунтів).

### Період володіння Миколою Смоленським

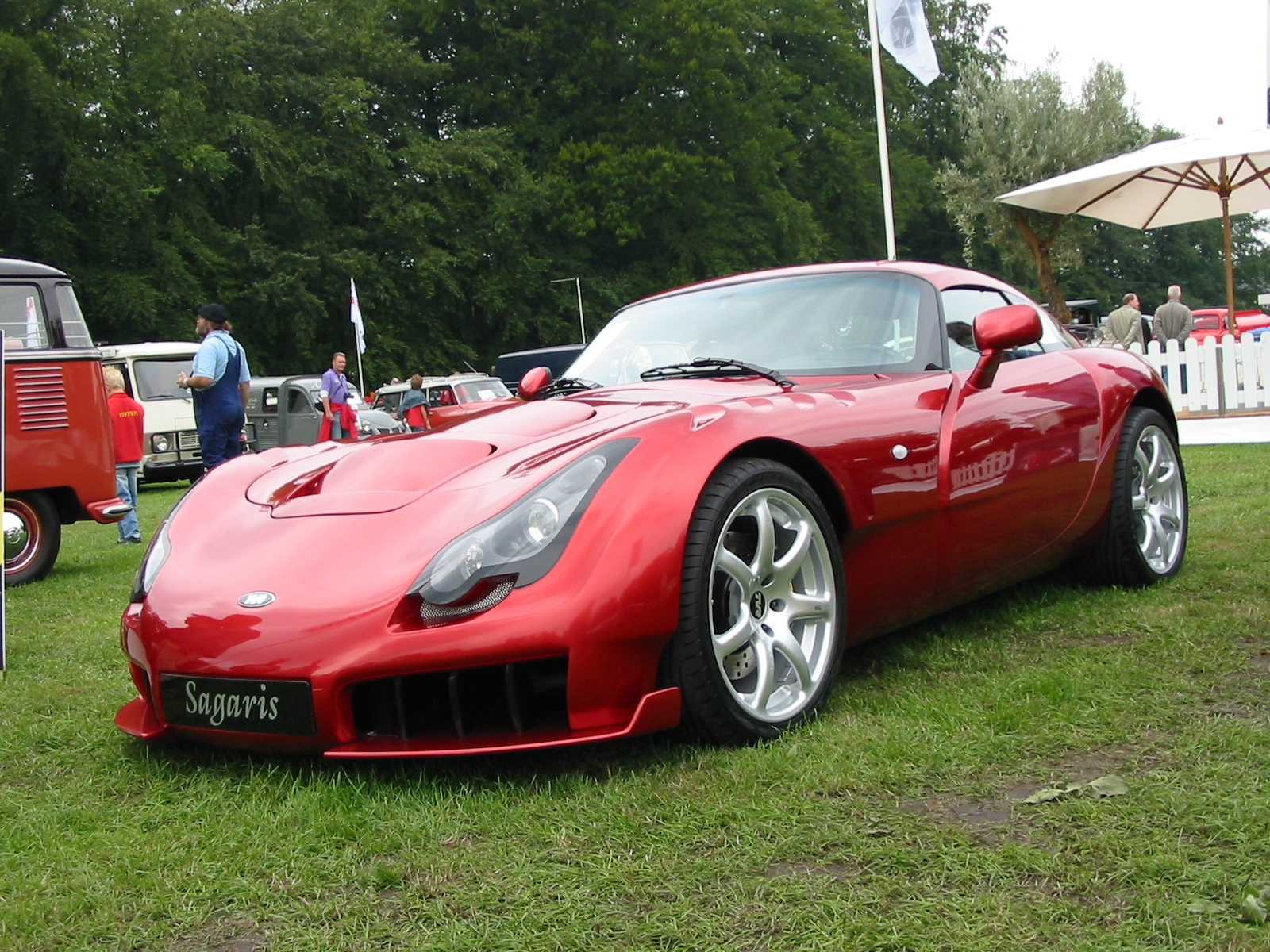
TVR Sagaris

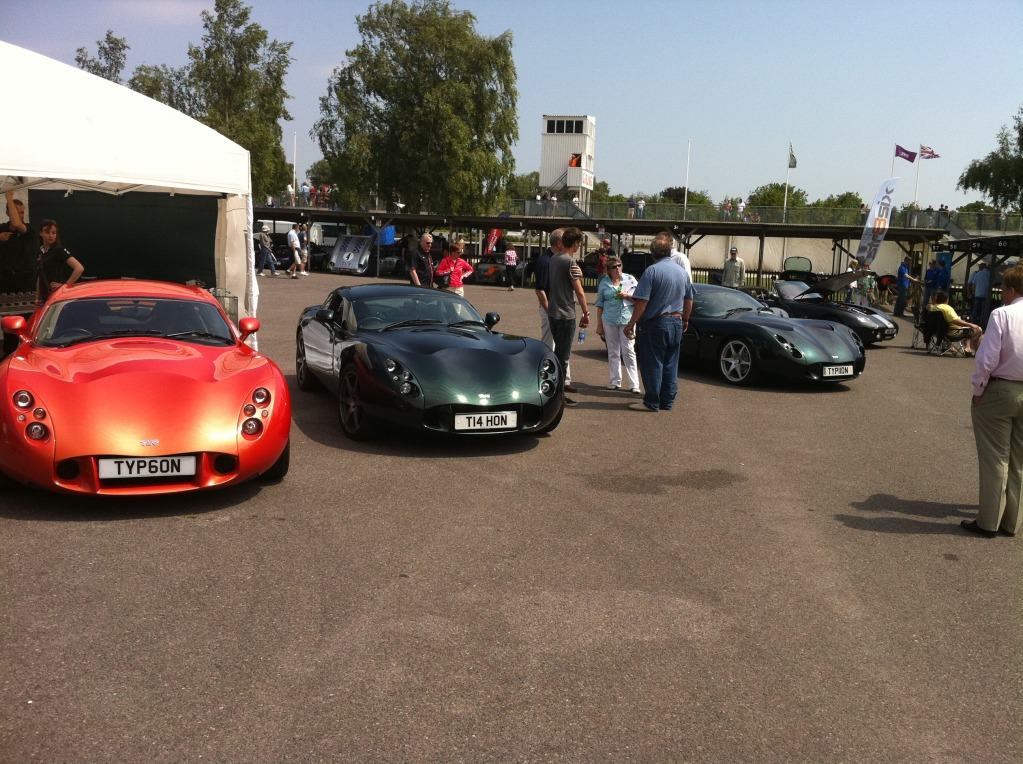
TVR Typhon

В 2004 році куплена Миколою Смоленським, сином відомого олігарха Олександра Смоленського. В квітні 2006 року, відповідаючи на падіння попиту, виробництво скоротилось з 12 до 3 чи 4 машин в тиждень, в TVR звільнені деякі з її 300 працівників.
Весною 2007 року Смоленський продав завод TVR підприємцям з США — Адаму Бурдетту і Жану-Мішелю Сантакрьо, які мають намір експортувати TVR в США. Однак, протягом місяця, Микола Смоленський знову викупив контрольний пакет акцій фірми й пізніше підтвердив намір з часом перенести складальне виробництво в Італію, але виробництво двигунів залишити у Великій Британії (їх на замовлення TVR збирає відома компанія Ricardo).
Модельний ряд в 2007 році складався з 2-х моделей: TVR Sagaris і TVR Tuscan S (в модифікаціях родстер і купе).

### Сучасне керівництво
6 червня 2013 року було оголошено, що Микола Смоленський продав TVR Automotive Ltd своє  повне керівництво TVR, британській компанії, на чолі з Лесом Едгаром і Джоном Чейзі.
Щоб встигнути на Шоу класичних авто 2014 року, TVR оголосив про ініціативу TVR Genuine Parts, щоб гарантувати продовження забезпечення запчастинами класичних TVR і створення нової компанії TVR Parts Ltd, яка має особливу ліцензію для продажу по всьому світу запчастин Genuine Parts, охоплюючи останній запас, який залишився від закриття фабрики і попереднього бізнесу запчастин TVR від Racing Green, Clever Trevor і Multipart Solutions. Воно було нарощене наступного року з купівлею бізнесу запчастин Девіда Джеральда (Classic World Racing), який мав ліцензію на автомобілі TVR, випущені до 1980-х рр.
3 червня 2015 року було оголошено, що вдосконалення нової машини було на стадії реалізації протягом більше ніж року з партнерами Гордоном Мюррейом і Cosworth, яка буде запущена в 2017 році, слідуючи за додатковими моделями як частина 10-річного плану. Новий автомобіль хвалиться вражаючою технічною особливістю, переднім двигуном, заднім приводом, базовим двигуном Cosworth V8, підведеним до ручної трансмісії, яка призвела до того, щоб його назвали «власним спортивним автомобілем Господа». З кодовим ім’ям T37, повне уточнення ще оголосять додатково, але вже взято завдаток за доставку в 2017 році.
Подальші подробиці двигуна були розкриті 7 жовтня 2015 року, будучи на основі двигуна Ford Coyote 5 л V8 з модифікаціями Cosworth, включаючи легший маховик, сухий картер і унікальну систему управління двигуном, здатну виробляти з 450 до 500 гальмівної потужності, в залежності від версії.
22 березня 2016 року Перший міністр Уельсу Карвін Джонс оголосив, що TVR побудує свою фабрику в Еббу-Вейлі, поруч з Уельським кільцем, створюючи 150 робочих місць, а TVR також отримає невизначене інвестування від уельського уряду.